# Фантанеле (Маргаритешти)
Фантанеле (рум. Fântânele) насеље је у Румунији у округу Бузау у општини Маргаритешти. Oпштина се налази на надморској висини од 324 m.

## Становништво
Према подацима из 2002. године у насељу је живело 353 становника, од којих су сви румунске националности.